# 川本喜八郎
川本喜八郎（1925年1月11日—2010年8月23日）是一位日本動畫導演，作品以木偶動畫為主。畢業於橫濱高等工業學校（現在的橫濱國立大學），後來進入東寶攝影美術部。
位於長野縣飯田市川本喜八郎人偶美術館於2007年開幕。

## 作品
- 1968年 - 《摘花》
- 1970年 - 《犬儒戯画》
- 1972年 - 《鬼》（获第27届每日电影竞赛大藤信郎奖[2]、1973年安锡国际动画影展埃米尔·雷诺奖[3]）

- 1973年 - 《旅行》
- 1974年 - 《詩人的生涯》（原作：安部公房；获第29届每日电影竞赛大藤信郎奖[4]）
- 1976年 - 《道成寺》（获第31届每日电影竞赛大藤信郎奖[5]、1977年安锡国际动画影展埃米尔·雷诺奖[6]及观众奖）
- 1979年 - 《火宅》
- 1981年 - 《莲如与母亲》
- 1982～1984年 - NHK《人偶劇三國志》
- 1993～1995年 - NHK《人形歴史スペクタクル 平家物語》
- 1988年 - 《不射之射》（与上海美术电影制片厂合作）
- 1990年 - 《野蔷薇公主和睡美人》（与捷克合作）
- 1991年 - 《要求特别多的餐厅》（因导演冈本忠成突然去世，以监修身份接手制作）
- 2003年 - 《冬之日》（获第7届日本新媒体动漫艺术节动画部门大奖[7]）
- 2005年 - 《死者之書》（获第39届锡切斯电影节动画部门特别奖[8]）

## 外部連結
- 川本喜八郎 Official Web Site
- 飯田市 川本喜八郎人形美術館
- 日本アニメーション協会
- 川本喜八郎 - NHKアーカイブス